# Splendrillia persica
Splendrillia persica é uma espécie de gastrópode do gênero Splendrillia, pertencente a família Drilliidae.